# ジュリー・リアドン
ジュリー・リアドン（Julie Reardon 1958年6月6日-) はオーストラリア出身の女子柔道選手。現役時代は48kg級の選手。

## 人物
1984年の世界選手権48kg級では3位となった。1988年のソウルオリンピック(公開競技)では初戦で中国の李忠雲に敗れるが、敗者復活戦を勝ち上がって銅メダルを獲得した。1992年のバルセロナオリンピックには出場しなかった。また、オーストラリア柔道選手権大会の48kg級では1982年から1992年まで11連覇を達成した。

## 主な戦績
- 1982年 - 1992年 - オーストラリア柔道選手権大会　11連覇
- 1984年 - イギリス国際　3位
- 1984年 - 世界選手権　3位
- 1985年 - 環太平洋柔道選手権大会　3位
- 1986年 - 世界選手権　7位
- 1987年 - 環太平洋柔道選手権大会　3位
- 1988年 - ソウルオリンピック（公開競技）　2位
- 1990年 - 英連邦競技大会　3位